# 小野秀一

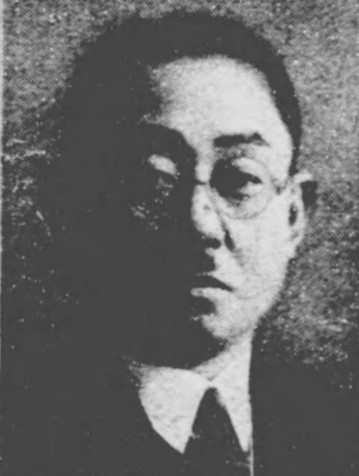
小野秀一

小野 秀一（おの しゅういち、1887年（明治20年）6月11日 - 1972年（昭和47年）7月18日）は、日本の実業家、政治家。衆議院議員、福島町長。旧姓・宮下。

## 経歴
長野県西筑摩郡福島村（現木曽郡木曽町福島）で、宮下喜久市の長男として生まれ、小野広助の養子となる。1909年、慶應義塾大学部法律科を卒業。帰郷して、福澤桃介の木曽川水系電源開発事業に協力。木曽銀行重役、木曽川電力常務取締役、大同製鋼（現・大同特殊鋼）取締役、奥羽電灯取締役、長谷川鋳鋼取締役などを務めた。
政界では、福島町会議員、西筑摩郡会議員、長野県会議員、同参事会員、同議長などを歴任し、廃娼運動に取り組んだ。1940年、福島町長に当選。1942年4月、第21回衆議院議員総選挙で翼賛政治体制協議会の推薦を受け長野県第四区から出馬して当選した。この間、大蔵省委員、翼賛政治会政調大蔵委員、同内務兼務委員を務めた。戦後、公職追放となった。

## 著作
- 『山色渓声』高原春秋社、1949年。
- 『光風霽月』公民社、1952年。
- 『明暗二路』小野秀一、1956年。

編著
- 『公営電気ノ行方』小野秀一、1936年。